# Amblyopone santschii
Amblyopone santschii é uma espécie de formiga do gênero Amblyopone.